# Santa Ana del Táchira
Santa Ana de Táchira, ciudad del Estado Táchira, en Venezuela, capital del municipio Córdoba. Se encuentra a 810 m s. n. m. con una superficie de 619 km², en las márgenes del río Quinimarí, en la cordillera de los Andes. Fundada en 1860 por Timoteo Chacón, se halla ubicado al sur del municipio San Cristóbal entre las montañas y valles de estribación de la Sierra El Tamá, su pueblo conserva la tipología que rememora el estilo colonial con sus largas calles, viejas casas de corredores, techos de coloridos, tejados y baldosas de barro cocido.

## Geografía
Se encuentra ubicada al sudoeste del Estado Táchira, en las coordenadas geográficas 07º38'43" Latitud Norte y 72º16'33" Longitud Oeste; sobre una meseta a 890 m s. n. m. sobre las riberas del río Quinimarí por el norte y la quebrada La Ratona por el sur.

## Historia
En el año 1869 se realizó una venta, según consta en escritura, a favor de Timoteo Chacón, de los terrenos que posteriormente formarían el actual municipio Córdoba. Esta transacción fue otorgada por el general Eugenio Leopoldo Machado, delegado nacional del gobierno. El documento no especificaba los límites del terreno, lo que generó serias consecuencias históricas.
La omisión de los linderos permitió que, con el tiempo, los límites fueran alterados, lo que derivó en acusaciones de fraude. Estos hechos culminaron con el asesinato de don José Gregorio Villafañe Q. en 1889. Cabe destacar que el general Eugenio Leopoldo Machado se desempeñaba como capataz del general Antonio Guzmán Blanco en 1869.
Timoteo Chacón fundó la población de Santa Ana en honor a su hija mayor Ana.
Según información suministrada por Don Martín León en el año 1955, la venta de los terrenos fue por 1750 pesos y los límites legales eran los siguientes:

"desde la desembocadura de la quebrada Ratona en el río Quinimarí, aguas arriba de la quebrada hasta que una línea equidistante se pudiera trazar hasta las fuentes de la quebrada Uzateca, aguas abajo de la Uzateca hasta su desembocadura en el río Quinimarí; aguas abajo del Quinimarí hasta encontrar la boca del la quebrada Ratona, punto de partida". Esta información está plasmada en un Documento de 1878 en el Registro Principal de San Cristóbal, sobre ventas y permutas, bajo el número 136. (Ref. Bibliográfica "Santa Ana Ciudad de Mis Amores" de J.J. Villamizar Molina)

Santa Ana se comunica con el resto del país por la carretera que enlaza las ciudades de Barinas y San Cristóbal. Es un centro agrícola dedicado principalmente al café y las hortalizas, así como a la horticultura comercial de piso alto; en las zonas más bajas se desarrollan cultivos de maíz y caña de azúcar. Existen pequeñas industrias dedicadas al proceso de limpieza, secado, almacenaje y comercialización del café. Cumple funciones administrativas, de servicios y de apoyo a las comunidades agrícolas circunvecinas. Se prevé que en el futuro se integre funcionalmente en la conurbación San Cristóbal, Táriba y Palmira. En la zona se localiza la Cárcel de Santa Ana del Táchira.
Santa Ana actualmente posee dos sucursales del Banco Bicentenario. Posee un solo liceo Mons. "Bernabé Vivas" con una matrícula estudiantil superior a los 2000 alumnos. En la noche existe el Liceo Santa Ana con una matrícula de 147 alumnos. En Deportes existe una cancha de fútbol con grama artificial. El Ciclismo es el segundo deporte más practicado. Allí reside el Club Lotería del Táchira y varios clubes de Ciclismo de Montaña. En la escalada del Jueves Santo los ciclistas van hasta San Vicente de la Revancha en un recorrido de aproximadamente 40 km y 25 de fuerte ascenso desde los 800 m s. n. m. hasta los 2900 m s. n. m.